# Capacité crânienne
 (décembre 2019).
 (février 2017).
Si vous disposez d'ouvrages ou d'articles de référence ou si vous connaissez des sites web de qualité traitant du thème abordé ici, merci de compléter l'article en donnant les références utiles à sa vérifiabilité et en les liant à la section « Notes et références ».

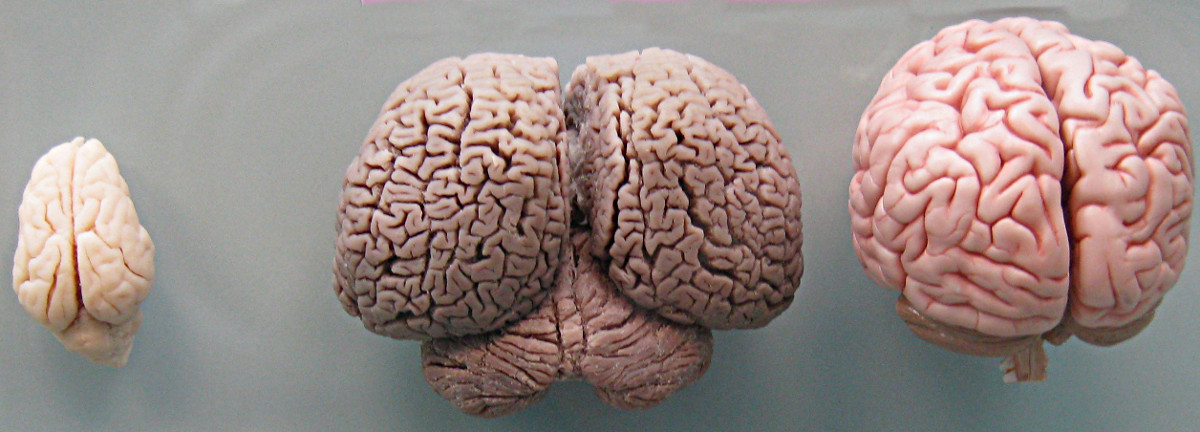
Comparaison, de gauche à droite, d'un cerveau de sanglier, de grand dauphin et d'humain.

La capacité crânienne est une mesure du volume de l'intérieur de la boîte crânienne chez les vertébrés qui ont à la fois un crâne et un cerveau. L'unité de mesure la plus utilisée est le centimètre cube.
Certains auteurs considèrent le volume du crâne comme un indicateur de la taille du cerveau, laquelle est à son tour utilisée pour indiquer approximativement l'intelligence potentielle de l'organisme. Une plus grande capacité crânienne n'est pas bien sûr toujours l'indication d'un organisme plus intelligent, puisqu'une capacité plus grande est requise pour contrôler le corps lorsqu'il est plus grand. Par conséquent la capacité crânienne comme mètre étalon de l’intelligence a été remplacé par le rapport masse du cerveau sur masse du corps. Cette notion a elle-même été remplacée par le quotient d'encéphalisation qui tient compte du fait que le nombre de neurones nécessaires pour faire fonctionner un organe croît d'une manière plus importante qu'une stricte croissance proportionnelle liée à l'augmentation de la taille de l'organe.
Chez de nombreuses espèces, la capacité crânienne est un des éléments du dimorphisme sexuel. Par ailleurs, une capacité crânienne importante peut dans certains cas constituer une adaptation à la vie dans un environnement plus froid.

## Exemples de capacités crâniennes d'espèces actuelles
- Orang-outans : 275 à 500 cm³
- Chimpanzés : 275 à 500 cm³
- Gorilles : 340 à 752 cm³
- Hommes modernes : 1100 à 1700 cm³

## Exemples de capacités crâniennes d'espèces d’hominidésdisparues
| Taxon                      | Taille (cm³) | Nombre de spécimens | Âge (Millions d'années) |
| Australopithecus afarensis | 438          | 4                   | 3.6-2.9                 |
| Australopithecus africanus | 452          | 7                   | 3.0-2.4                 |
| Australopithecus boisei    | 521          | 1                   | 2.3-1.4                 |
| Australopithecus robustus  | 530          | 1                   | 1.9-1.4                 |
| Homo habilis               | 612          | 6                   | 1.9-1.6                 |
| Homo rudolfensis           | 752          | 1                   | 2.4-1.6                 |
| Homo ergaster              | 871          | 3                   | 1.9-1.7                 |
| Homo erectus               | 700 à 1000   | ?                   | 0.9                     |
| Homo neanderthalensis      | 1500         | ?                   | 0.35                    |